# Isotricha jalaludinii
Isotricha jalaludinii is een eencellige trilhaardiertje dat voorkomt in het maag-darmstelsel van herkauwers.

## Kenmerken
De cilia of trilharen lopen in rijen evenwijdig aan de lengte as van het lichaam. I. jalaludinii is in 1995 voor het eerst aangetroffen bij herkauwers in de pens bij de Kanchil (Tragulus kanchil) een herkauwer uit Indochina. I. jalaludinii lijkt veel op I. intestinalis, maar is korter dan I. intestinalis. Ook is het vestibulum of mond is dichter bij de korter zijde gesitueerd en heeft een andere vorm dan die van I. intestinalis.